# Irisbus Iliade
Irisbus Iliade — туристический комфортабельный автобус особо большой вместимости, выпускаемый французской компанией Irisbus в 1996—2006 годах. Вытеснен с конвейера моделью Irisbus Magelys.

## История
Автобус Irisbus Illiade производился с 1996 года в качестве вытеснения с конвейера автобуса Renault FR1, с которым Illiade имеет сходства. Светотехника позаимствована от модели Renault Laguna. До 1999 года автобус производился компанией Renault Trucks, после слияния с Irisbus данный автобус был передан туда, название было сменено на Irisbus Illiade.
Кузов оставался неизменным за всю историю производства. В 2006 году производство модели было завершено, при этом последние мелкосерийные образцы производились до 2007 года. На смену Irisbus Illiade пришёл Irisbus Magelys, снятый с производства в 2020 году.

## Особенности
Автобус Irisbus Illiade оснащён двигателями Renault Trucks мощностью 380 л. с. Экологический стандарт двигателей — Евро-3, до 2001 года экологический стандарт был Евро-2. Изначально на автобус ставили только автоматические трансмиссии, с 2001 года на автобусы ставили даже механические трансмиссии.

## Модификации
Модельный ряд состоял из следующих моделей: базовых Iliade 10,6 и Iliade 12, а также удлинённых Iliade 12 HD. Числа в индексах моделей обозначают длины.

## Эксплуатация
Автобус Irisbus Illiade эксплуатировался во Франции, Германии и Италии.